# Joe Boyd
Joe Boyd (Boston, 5 agosto 1942) è un produttore discografico statunitense.
È il produttore che ha lanciato la carriera di artisti come Nick Drake, Fairport Convention e The Incredible String Band. Nel 1967 lancia i Pink Floyd: è il produttore del loro primo singolo, Arnold Layne.

## Biografia
Ancora studente alla Harvard University, inizia a produrre artisti di genere blues.
Nel 1961 ebbe un folk club a Boston, frequentando così la scena tra Boston e Greenwich Village. Fu in questo periodo che iniziò a scrivere per Hootananny, rivista in cui scriveva anche Bob Dylan.
Nel 1965, dopo essere stato diverse volte in Europa per coordinare tour di diversi artisti, si trasferisce in Gran Bretagna per aprire una sede della Elektra Records divenendo rappresentante dell'etichetta. Diviene noto principalmente per essere il produttore di artisti folk e folk rock britannici, come Martin Carthy, John Martyn, Richard Thompson, The Incredible String Band, Nick Drake, Fairport Convention.
Nel 1966 è tra i fondatori dell'UFO Club di Londra (locale frequentato da molte band appartenenti alla scena underground della capitale britannica, successivamente divenute celebri) e lavora con alcune presenze fisse del locale come i Soft Machine e i Pink Floyd. Nel 1967 produce Arnold Layne (primo singolo dei Pink Floyd).
Tornato negli Stati Uniti negli anni settanta, si dedica anche alla direzione ed al montaggio delle riprese del documentario su Jimi Hendrix (1973). Nel 1980 fonda la propria etichetta discografica, la Hannibal Records (poi acquisita dalla Rykodisc), con la quale produce Richard Thompson ed altri artisti della world music. Lavora anche con Billy Bragg e 10,000 Maniacs; nel 1985 produce Fables of the Reconstruction, terzo album dei R.E.M..
Nel 1988 è produttore esecutivo del film Scandal - Il caso Profumo, con John Hurt, Joanne Whalley e Bridget Fonda.
Nel 2001 lascia la Hannibal/Rykodisc; nel 2005 scrive il libro White bicycles: making music in the 1960s pubblicato in Italia da Odoya edizioni nel 2010 e rieditato rivisto e corretto nel 2014 con il titolo Le Biciclette Bianche La mia musica e gli anni Sessanta.